# Joanne Dru
Joanne Dru (Logan, 31 de gener del 1922 – Beverly Hills, 10 de setembre de 1996), va ser una actriu estatunidenca de cinema i televisió, coneguda per pel·lícules com Riu Vermell i All the King's Men.

## Carrera
Nascuda com Joan Letitia LaCock a Logan, Dru arribà a Nova York el 1940 amb divuit anys. Després de trobar feina com a model, fou escollida per Al Jolson per aparèixer en el repartiment del seu show de Broadway Hold Onto Your Hats. Quan es traslladà a Hollywood, trobà feina al teatre. Dru fou descoberta per un caçatalents i s'estrenà en el cinema amb Abie's Irish Rose (1946).
Durant la següent dècada, Dru aparegué amb freqüència a pel·lícules i a la televisió. Sovint actuava a westerns, com Riu Vermell de Howard Hawks (1948) o She Wore a Yellow Ribbon (1949) i Wagon Master (1950), de John Ford.
La seva actuació en el drama All the King's Men (1949) va ser ben rebuda, i treballà amb Dan Dailey a The Pride of St. Louis (1952), pel·lícula sobre el jugador de beisbol Dizzy Dean.
Va aparéixer en el drama de James Stewart Thunder Bay el 1953, i a la comèdia 3 Ring Circus (1954) de Martin and Lewis. La seva carrera fílmica davallà a finals dels 50, però continuà treballant sovint a la televisió, sobretot com a "Babs Wooten" a la comèdia de situació Guestward, Ho!, als anys 1960-61.
Després de Guestward, Ho!, actuà esporàdicament durant la resta dels anys 60 i la primera meitat dels 70, amb una aparició al cinema, a Sylvia (1965), i vuit aparicions a la televisió.
Per la seva contribució a la indústria televisiva, Dru va rebre una estrella al Passeig de la Fama de Hollywood.

## Vida personal
Era la germana gran de Peter Marshall, actor i cantantan més conegut com a presentador del concurs americà Hollywood Squares.
Abans d'anar a Hollywood, Dru va conèixer i es va casar amb el popular cantant Dick Haymes. Joanne Dru tingué tres fills del seu primer matrimoni; Richard Ralph Haymes (24 de juliol del 1942), Helen Joanna Haymes (13 de maig del 1944) i Barbara Nugent Haymes (19 de setembre del 1947).
Es divorcià de Haymes el 1949, i es casà amb John Ireland, qui també actuà a Red River, abans que passés un mes. Dru i Ireland es divorciaren el 1957. Dru no va tenir fills dels seus tres matrimonis posteriors.
Va morir a Los Angeles el 1996, als 74 anys, a causa d'un limfedema. Les seves cendres foren escampades a l'oceà Pacífic.

## Filmografia selecta
- Abie's Irish Rose (1946)
- Riu Vermell (Red River) (1948)
- All the King's Men (1949)
- She Wore a Yellow Ribbon (1949)
- Wagon Master (1950)
- 711 Ocean Drive (1950)
- Vengeance Valley (1951)
- Mr. Belvedere Rings the Bell (1951)
- Return of the Texan (1952)
- The Pride of St. Louis (1952)
- My Pal Gus (1952)
- Thunder Bay (1953)
- 3 Ring Circus (1954)
- Southwest Passage (1954)
- The Dark Avenger (1955)
- Drango (1957)
- Hell on Frisco Bay (1955)
- The Light in the Forest (1958)
- The Wild and the Innocent (1959)
- Sylvia (1965)
- Super Fuzz (Poliziotto superpiù) (1980)